# مارك نافارو
مارك نافارو (بالإسبانية: Marc Navarro) (2 يوليو 1995 ببرشلونة في إسبانيا - ) هو لاعب كرة قدم إسباني في مركز الدفاع. لعب مع إسبانيول.

## روابط خارجية
- مارك نافارو على موقع قاعدة بيانات كرة القدم.إي يو (الإنجليزية)
- مارك نافارو على موقع ليكيب (الفرنسية)
- مارك نافارو على موقع Soccerbase.com (لاعب) (الإنجليزية)
- مارك نافارو على موقع Soccerway.com (الإنجليزية)
- مارك نافارو على موقع عالم كرة القدم.نت (الإنجليزية)
- مارك نافارو على موقع AS.com (الإسبانية)